# Tyne Daly
Ellen Tyne Daly (Madison, 21 febbraio 1946) è un'attrice statunitense.

## Biografia
Il padre era l'attore James Daly e anche il fratello minore Timothy è un attore. È nota, in particolare, per i ruoli nelle serie televisive New York New York e Giudice Amy. Ha partecipato alla serie televisiva Grey's Anatomy, nel corso della quinta stagione, interpretando il ruolo della signora Shepherd, la madre di Derek. È anche un'apprezzata interprete teatrale, sia musical che opere di prosa, e tra le sue apparizioni più importanti si ricordano: Gypsy: A Musical Fable (Broadway, 1989), Il gabbiano (Broadway, 1992), Agamennone (Malibù, 2008) e Master Class (Washington, New York, Londra, 2010-2012)
Per il suo contributo all'industria televisiva, Tyne Daly ha una stella sulla Hollywood Walk of Fame al 7065 di Hollywood Boulevard di Los Angeles.

## Filmografia parziale

### Cinema
- John e Mary (John and Mary), regia di Peter Yates (1969)
- L'angelo scatenato (Angel Unchained), regia di Lee Madden (1970)
- Play It As It Lays, regia di Frank Perry (1972)
- The Adulteress, regia di Norbert Meisel (1973)
- Cielo di piombo, ispettore Callaghan (The Enforcer), regia di James Fargo (1976)
- Speed Interceptor III (Speedtrap), regia di Earl Bellamy (1977)
- Telefon, regia di Don Siegel (1977)
- Zoot suit, regia di Luis Valdez (1981)
- Aviator - Amore tra le nuvole (The Aviator), regia di George Trumbull Miller (1985)
- Dinosauri a colazione (Movers & Shakers), regia di William Asher (1985)
- A Piece of Eden, regia di John D. Hancock (2000)
- The Simian Line, regia di Linda Yellen (2001)
- Hello, My Name Is Doris, regia di Michael Showalter (2015)
- Spider-Man: Homecoming, regia di Jon Watts (2017)
- La ballata di Buster Scruggs (The Ballad of Buster Scruggs), regia di Joel ed Ethan Coen (2018)

### Televisione
- Il virginiano (The Virginian) – serie TV, episodio 7x03 (1968)
- Missione impossibile (Mission: Impossible) – serie TV, episodio 6x12 (1971)
- Le strade di San Francisco (The Streets of San Francisco) – serie TV, episodio 2x15 (1974)
- A tutte le auto della polizia (The Rookies) – serie TV, 4 episodi (1973-1976)
- Il giorno in cui le allodole voleranno (Better Late Than Never), regia di Richard Crenna – film TV (1979)
- Quincy (Quincy M.E.) – serie TV, episodio 7x07 (1981)
- New York New York (Cagney & Lacey) – serie TV, 126 episodi (1982-1988)
- Magnum, P.I. – serie TV, episodio 2x13 (1982)
- Colombo (Columbo) – serie TV, episodi 10x06-10x09 (1992-1994)
- Christy – serie TV, 20 episodi (1994-1995)
- La tata (The Nanny) – serie TV, episodio 2x24 (1995)
- The Perfect Mother, regia di Peter Levin – film TV (1997)
- Giudice Amy (Judging Amy) – serie TV, 138 episodi (1999-2005)
- L'abito da sposa (The Wedding Dress), regia di Sam Pillsbury – film TV (2001)
- Amore sotto copertura (Undercover Christmas), regia di Nadia Tass – film TV (2003)
- Grey's Anatomy – serie TV, episodi 5x12-15x21 (2009-2019)
- Georgia O'Keeffe, regia di Bob Balaban – film TV (2009)
- Modern family — serie TV, episodio 6x05 (2014)
- Looking - Il film (Looking: The Movie), regia di Andrew Haigh – film TV (2016)
- Madam Secretary – serie TV, episodio 6x10 (2019)
- Mom – serie TV, episodio 8x09 (2021)

## Teatro
- The Butter and Egg Man, Cherry Lane Theatre di New York (1966)
- That Summer, That Fall, Helen Hayes Theatre di Broadway (1967)
- Gypsy, St James Theatre di Broadway (1989)
- Gypsy, St James Theatre di Broadway (1991)
- Queen of the Stardust Ballroom, Long Beach Civic Light Opera di Long Beachh (1992)
- On The Town, Royal Festival Hall di Londra (1992)
- Il gabbiano, Lyceum Theatre di Broadway (1992-1993)
- Call Me Madam!, City Center Encores! di New York (1995)
- Come Back, Little Sheba, Los Angeles Theatre Center di Los Angeles (1997)
- Mystery School, Orensanz Foundation Center for the Arts di New York (1998)
- Jubilee, Carnegie Hall di New York (1999)
- La tana del bianconiglio, Baltimore Theatre di Broadway (2006)
- Me Myself and I, McCarter Theatre di Princeton (2008)
- Agamennone, Getty Villa di Los Angeles (2008)
- Love, Loss, and What I Wore, Westside Theatre di New York (2009)
- It Shoulda Been You, George Street Playhouse di New Brunswick (2011)
- Master Class, Samuel J. Friedman Theatre di Broadway (2011)
- Master Class, Vaudeville Theatre di Londra (2012)
- Ragtime, Lincoln Center di New York (2013)
- Mothers and Sons, John Goldman Theatre di Broadway (2014)
- It Shoulda Been You, Brooks Atkinson Theatre di Broadway (2015)
- Dear World, York Theatre Company di New York (2017)
- Casing Mem'ries, Geffen Playhouse di Los Angeles (2017)
- Downstairs, Cherry Lane Theatre di New York (2018)

## Riconoscimenti
- Golden Globe
  - 1984 – Candidatura alla miglior attrice in una serie drammatica per New York New York
  - 1985 – Candidatura alla miglior attrice in una serie drammatica per New York New York
  - 1986 – Candidatura alla miglior attrice in una serie drammatica per New York New York
  - 1987 – Candidatura alla miglior attrice in una serie drammatica per New York New York
  - 1996 – Candidatura alla miglior attrice non protagonista in una serie per Christy
- Hollywood Walk of Fame
  - 1995 – Stella
- Premio Emmy
  - 1978 – Candidatura alla miglior attrice non protagonista in una miniserie o film TV per Intimate Strangers
  - 1983 – Miglior attrice protagonista in una serie drammatica per New York New York
  - 1984 – Miglior attrice protagonista in una serie drammatica per New York New York
  - 1985 – Miglior attrice protagonista in una serie drammatica per New York New York
  - 1986 – Candidatura alla miglior attrice protagonista in una serie drammatica per New York New York
  - 1987 – Candidatura alla miglior attrice protagonista in una serie drammatica per New York New York
  - 1988 – Miglior attrice protagonista in una serie drammatica per New York New York
  - 1991 – Candidatura alla migliore attrice ospite in una serie commedia per Wings
  - 1995 – Candidatura alla miglior attrice non protagonista in una serie drammatica per Christy
  - 1996 – Miglior attrice non protagonista in una serie drammatica per Christy
  - 2000 – Candidatura alla miglior attrice non protagonista in una serie drammatica per Giudice Amy
  - 2001 – Candidatura alla miglior attrice non protagonista in una serie drammatica per Giudice Amy
  - 2002 – Candidatura alla miglior attrice non protagonista in una serie drammatica per Giudice Amy
  - 2003 – Miglior attrice non protagonista in una serie drammatica per Giudice Amy
  - 2004 – Candidatura alla miglior attrice non protagonista in una serie drammatica per Giudice Amy
  - 2005 – Candidatura alla miglior attrice non protagonista in una serie drammatica per Giudice Amy

- Satellite Award
  - 2001 – Candidatura alla miglior attrice in una serie drammatica per Giudice Amy
- Screen Actors Guild Award
  - 2002 – Candidatura alla migliore attrice in una serie drammatica per Giudice Amy
  - 2004 – Candidatura alla migliore attrice in una serie drammatica per Giudice Amy
- Tony Award
  - 1989 – Miglior attrice protagonista in un musical per Gypsy
  - 2006 – Candidatura alla miglior attrice non protagonista in un'opera teatrale per La tana del bianconiglio
  - 2014 – Candidatura alla migliore attrice protagonista in un'opera teatrale per Mothers and Sons

## Doppiatrici italiane
- Rita Savagnone in Giudice Amy, Modern Family, Hello, My Name Is Doris, Looking - Il film
- Alba Cardilli in New York New York (st. 7), Christy
- Laura Rizzoli in Cielo di piombo, ispettore Callaghan
- Maria Pia Di Meo in Telefon
- Flaminia Jandolo in John e Mary, New York New York (st. 1-6)
- Aurora Cancian in Amore sotto copertura, Georgia O'Keeffe, Spider-Man: Homecoming
- Anna Teresa Eugeni ne La ballata di Buster Scruggs
- Angiola Baggi in Murphy Brown
- Stefania Romagnoli in Grey's Anatomy
- Vittoria Febbi in L'abito da sposa
- Melina Martello in Dinosauri a colazione